# Frank Hornby
Frank Hornby (Liverpool, 15 maggio 1863 – Liverpool, 21 settembre 1936) è stato un inventore, imprenditore e politico britannico.
Dotato di grande intuito nello sviluppo e costruzione dei giocattoli, ha prodotto tre delle più popolari linee di giocattoli del ventesimo secolo: Meccano, Hornby Model Railways e Dinky Toys. Nel 1908 ha fondato la Meccano Ltd società che produce e distribuisce un gioco, costituito di varie parti metalliche ed elettriche, per la costruzione di modellini ed apparati meccanici: il meccano.

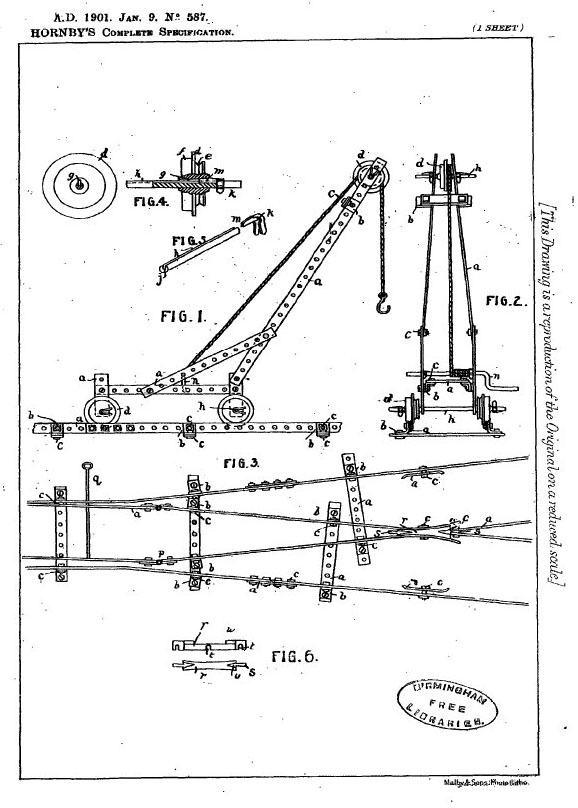
Brevetto ottenuto da Frank Hornby nel 1901 per quello che sarà in seguito conosciuto come il gioco del Meccano.